# 灰山 (亞利桑那州)
灰山（英語：Gray Mountain）是位於美國亞利桑那州可可尼諾縣的一個非建制地區。該地的面積和人口皆未知。

## 地理
灰山的座標為35°44′45″N 111°28′25″W / 35.74583°N 111.47361°W，而該地的平均海拔高度為1533米（即5029英尺）。